# جرة ماسون

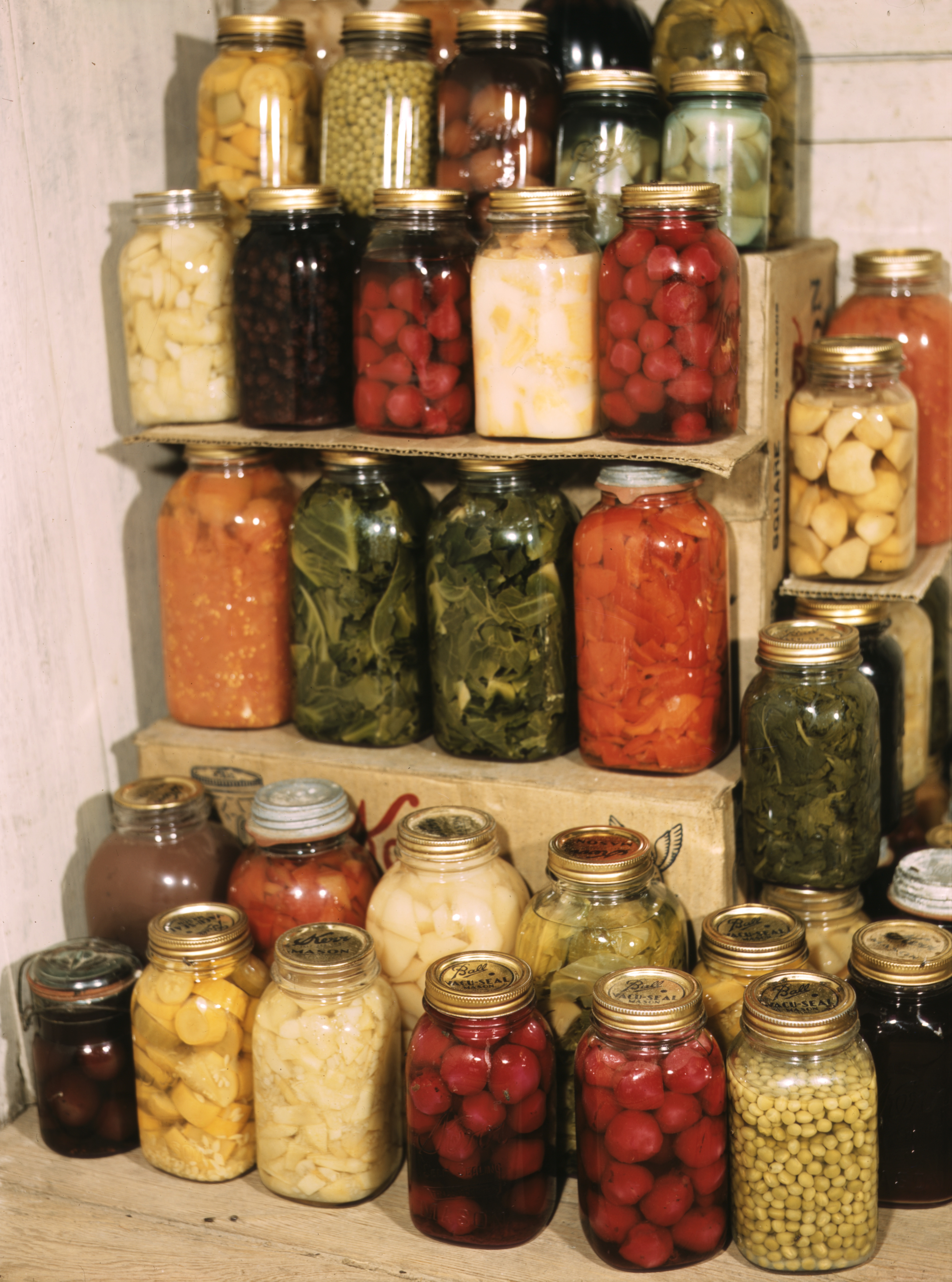
طعام محفوظ في جرات.

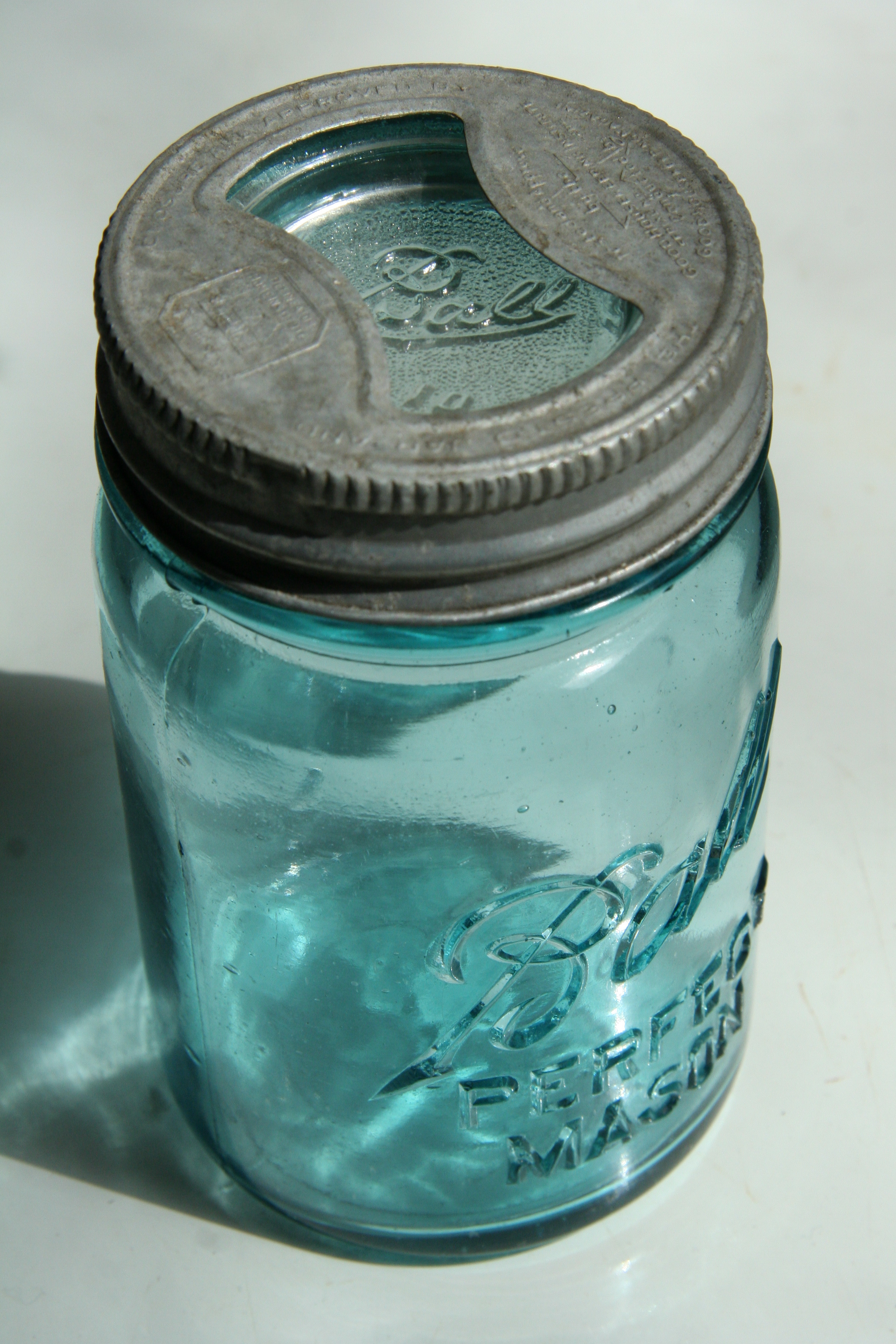
جرة ماسون

جرة ماسون أو جرة التعليب هي منتج من منتجات شركة برنار دان، وهو عبارة عن وعاء زجاجي شبيه بالجرة محكم الغلق يمنع من دخول الهواء، يستخدم في التعليب المنزلي وحفظ الطعام. تملك فوهة العبوة حزوز لولبية على المحيط الخارجي للفوهة. لتطابق الحزوز اللولبية الداخلية لحلقة الغطاء.ويتكون الغطاء بدوره من قطعتين منفصلتين الأولى حلقة معدنية والثانية القرص الفولاذي .الحلقات والاقراص تأتي مع العبوات لكن يمكن أن تباع منفصلة يمكن إعادة استعمال الحلقة بينما تستخدم الاقراص لمرة واحدة.
ماتزال عبوة ماسون شائعة في تخزين الطعام والتعليب المنزلي رغم منافسة المنتجات الآخرى مثل علب البلاستيك والعلب المعدنية.
أخُترعت عبوة ماسون الزجاجية ومُنحت برأة الاختراع عام 1858 م فيلاديفيا تين سمث (جون لاندس ماسون)  1832-1902 .ولعلبة ماسون أسماء كثر منها عبوة بال (نسبة إلى شركة بال)  المنتج الخصب للعبوة وتسمى أيضاً عبوة الفواكه لاستخدامها أساساً لتعليب الفواكه، كما تسمى عبوة التعليب الزجاجية.

## العبوة
عبوة ماسون الزجاجية مصنوعة من زجاج الصودا والجير وفي الولايات المتحدة تصنع العبوة بمقاسات منتظمة . فوهة العبوة الضيقة بقطر (60 ملم من الداخل) و (70 ملم من الخارج) وفوهة العبوة الواسة بقطر 76 ملم من الداخل و86 ملم من الخارج.وتنتج عبوات ماسون الزجاجية بأحجام مختلفة كوب، ربع لتر، ربع غالون ونصف غالون.
أكثر العلامات التجارية شيوعاً من عبوة ماسون الزجاجية هي عبوة بال و عبوة كير .كلاهما جزء من شركة جاردن ومقرها نيويورك .وفي كندا تنتج عبوة ماسون بواسطة شركة (برنار دان) وهي فرع لشركة جاردن.

## الاستعمال
في أعمال التعليب المنزلي يُعبئ الطعام في العبوة، ويترك بعض الفراغ بين مستوى الطعام وقمة العبوة.ثم يوضع القرص المعدني على فوهة العبوة (يحتوي القرص المعدني على إطار مطاطي على حافة الحلقة من الداخل ) ثم تبرم الحلقة بصورة حرة على القرص .مما يسمح للهواء والبخار الموجود داخل العبوة بالخروج .ثم تسخن العبوة بماء مغلي معقم أو بالبخار ثم تٌبرد العبوة بعد ذلك إلى درجة حرارة الغرفة.يؤدي تبريد العبوة إلى خلق فراغ داخلها فيؤدي ظغط الهواء الخارجي إلى التصاق القرص بحافة العبوة وبالتيجة إغلاق محكم للعبوة .
معظم الاقراص المعدنية تكون مقعرة الشكل قليلاً .يدفع ضغط الهواء القرص إلى الأسفل مشكلاً تقعر لقرص الغطاء في حالة الإغلاق الصحيح أما إذا كان الإغلاق خاطئ أو في حال نمو البكتريا فيتحرر القرص .
تستخدم الحلقة المعدنية لمرة واحدة بينما تستخدم عبوة ماسون لمرات عديدة .أستعادت عبوة ماسون أهميتها بعد أن قل إستعمالها بعد منتصف القرن العشرين وتستخدم في تعبئة المياه وزجاجات الشراب وكعبوات خزن .

## جمع التحف

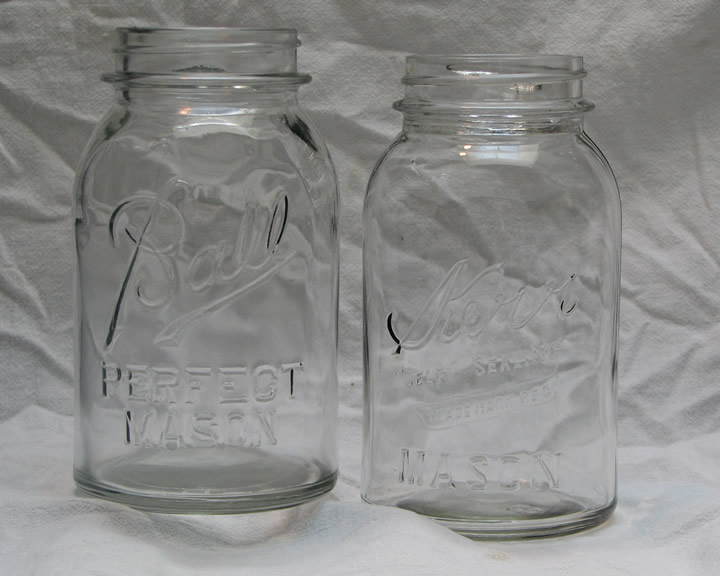
عبوات ماسون(تحف)

يبحث جامعي التُحف بشغف عن عبوات ماسون وتباع أما بمحلات بيع التحف أو بمزادات الانترنيت مثل موقع (eBay).
وتحدد قيمة العبوة بعمرها، ندرتها وظروفها.
يقرر عمر وندرة العبوة بسبب اللون، الشكل,القالب، علامة الإنتاج وطريقة الاغلاق .معظم العبوات الشفافة (بلا لون) من إنتاج شركة بال وشركة كير .وتعتبر العبوات الملونة أفضل لتعليب الأغذية لأنها تمنع نفوذ بعض الضوء إلى داخل العبوة .مما يساعد على الاحتفاظ بالطعم والقيم الغذائية لفترة أطول.العبوات الأكثر ندرة يتغير لونها إلى اللون الكهرماني بعض الأحيان يكون اللون أخضر داكن والنوع الأكثر ندرة هو العبوة باللون أزرق كوبلت.
ويقوم بعض التجار معدومي الضمير بتعريض العبوات للاشعة مما يكسبها الون غير اصلية لتبدو كتُحف وقطع فنية.

## انظر ايضاً
- جرة كيلنر
- عبوة ويك